# Шарл-Жерар Ешен
Шарл-Жерар Ешен (2. јун 1800 — 28. септембар 1859) је био луксембуршки политичар. Био је на положају генералног директора за правду у кабинету Шарла-Матијаса Симона. 
Његов син, Пол Ешен, био је премијер Луксембурга 27 година.